# Chevrolet Caprice
Chevrolet Caprice – samochód osobowy klasy full-size, produkowany pod amerykańską marką Chevrolet w latach 1965–2017.

## Pierwsza generacja

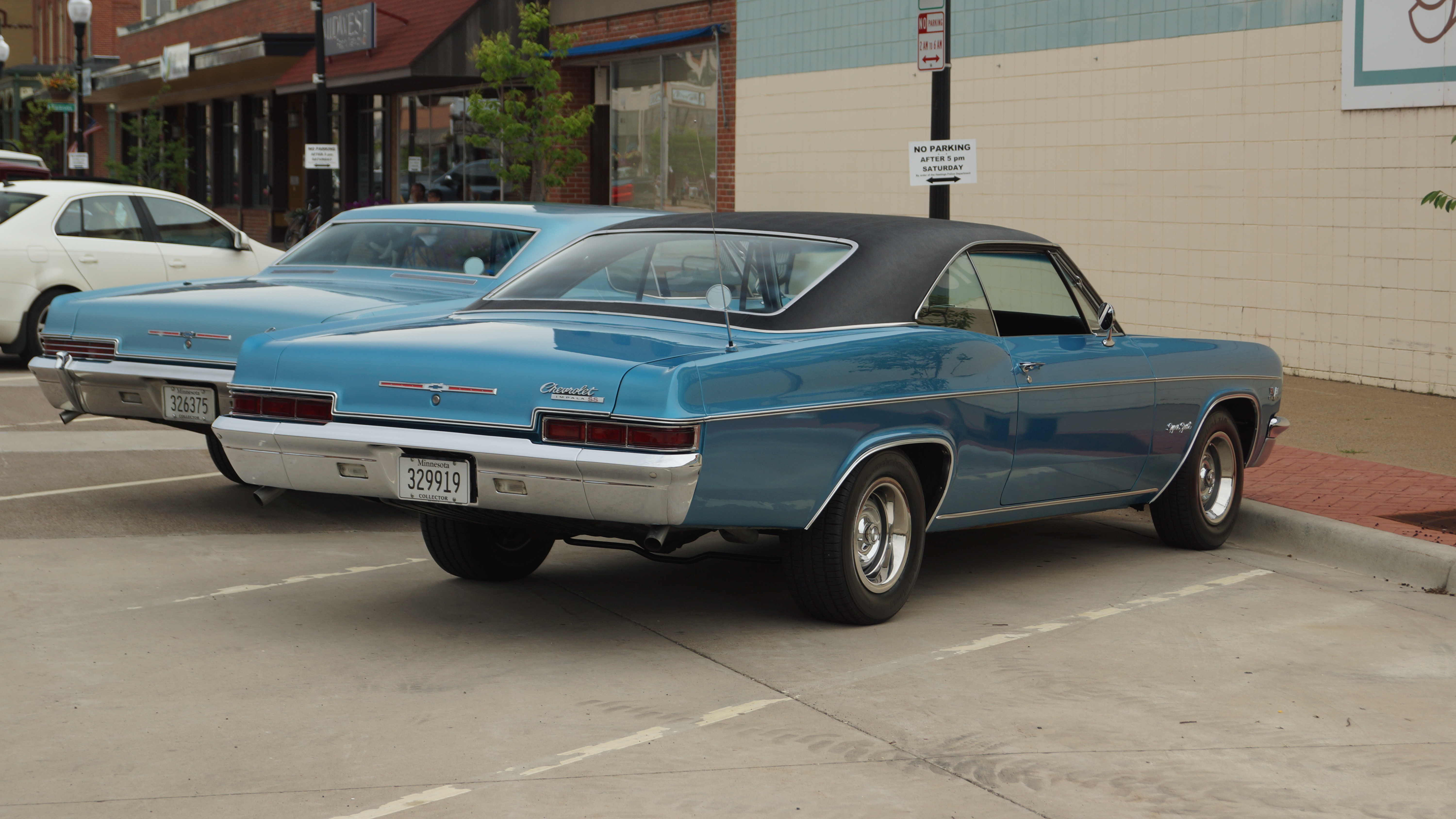
Chevrolet Caprice I – tył

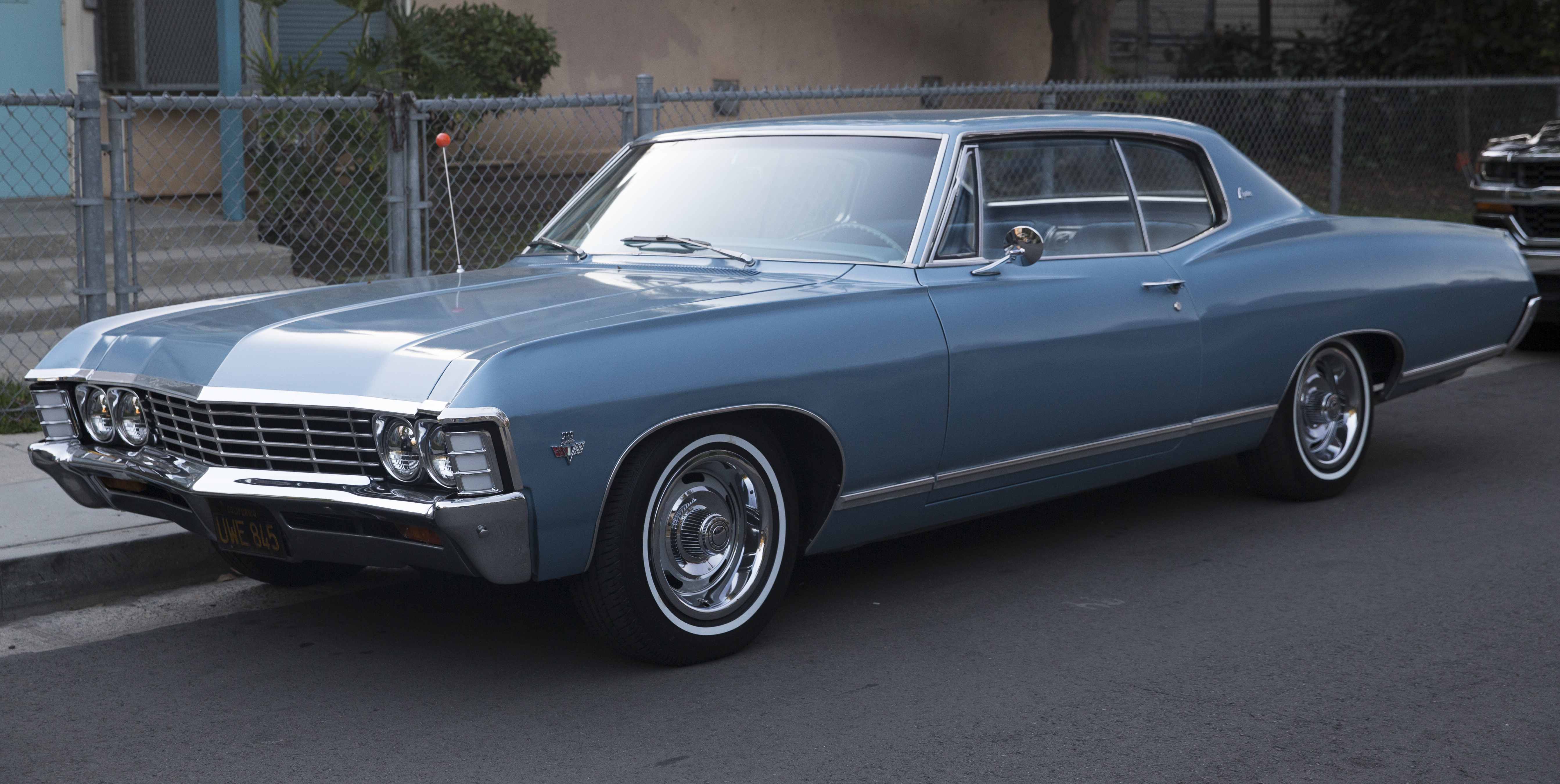
Chevrolet Caprice I po liftingu

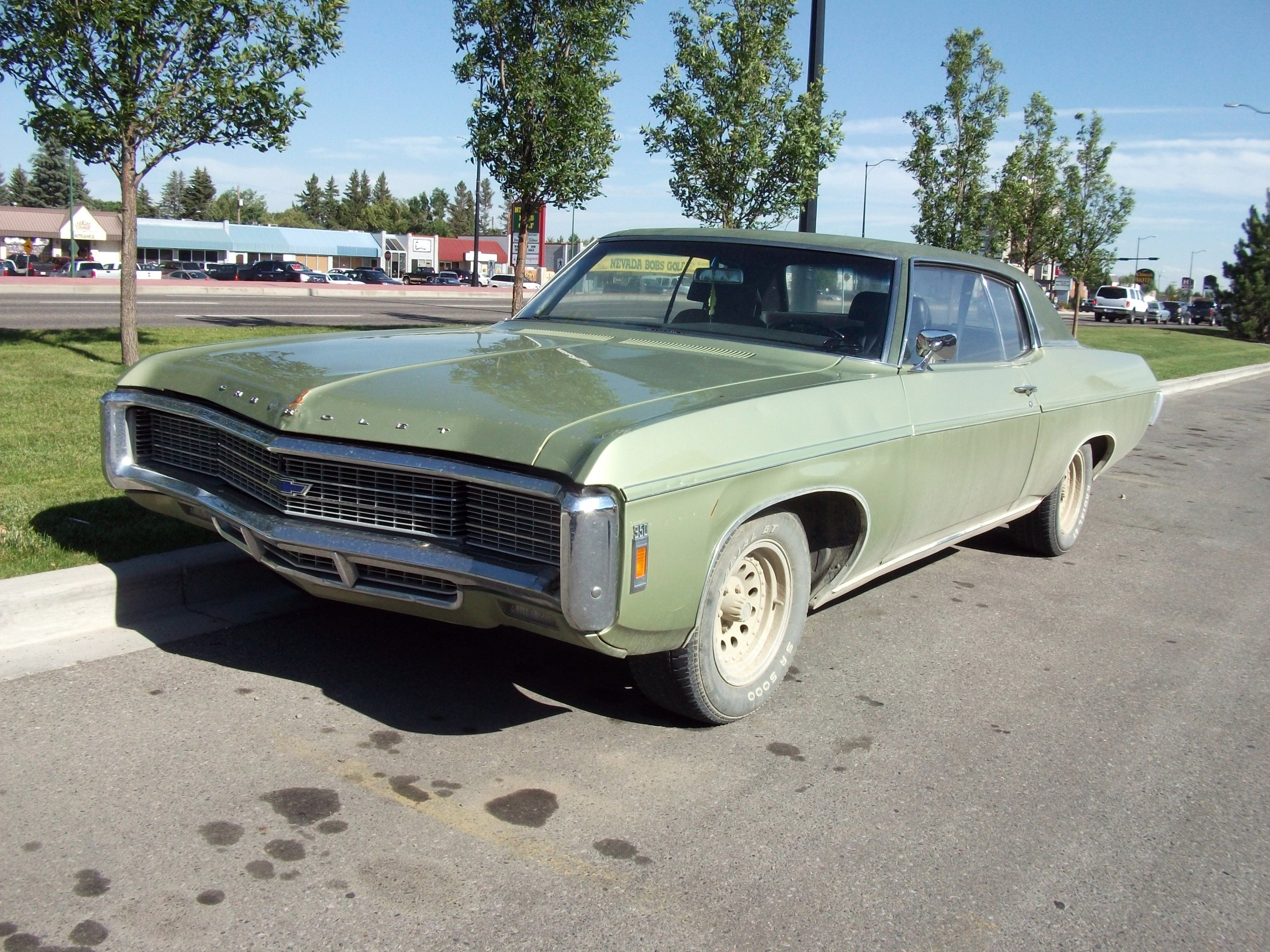
Chevrolet Caprice I po drugim liftingu

Chevrolet Caprice I został zaprezentowany po raz pierwszy w 1965 roku.
W połowie lat 60. XX wieku Chevrolet przedstawił model Caprice jako topowy, sztandarowy model w ofercie stanowiący bardziej komfortową i lepiej wyposażoną alternatywę dla bliźniaczej Impali oraz odpowiedź na podobnej koncepcji konkurencyjnego Forda LTD czy Dodge'a Monaco.
Pierwsza generacja modelu charakteryzowała się masywnym nadwoziem z podłużną tylną częścią nadwozia, a także nisko osadzonym przodem z wyraźnie zarysowanymi kantami błotników i dużą, chromowaną atrapą chłodnicy.

### Restylizacje
Podczas trwającej 5 lat produkcji pierwszej generacji Chevroleta Caprice samochód przeszedł dwie obszerne restylizacje (w 1966 i 1967 roku), z czego obie objęły modyfikacjami pas przedni oraz tylną część nadwozia.

### Silniki
- V8 4.6l Small-Block
- V8 5.0l Small-Block
- V8 5.4l Small-Block
- V8 5.7l Small-Block
- V8 6.6l Small-Block
- V8 7.0l Big-Block
- V8 7.4l Big-Block

## Druga generacja

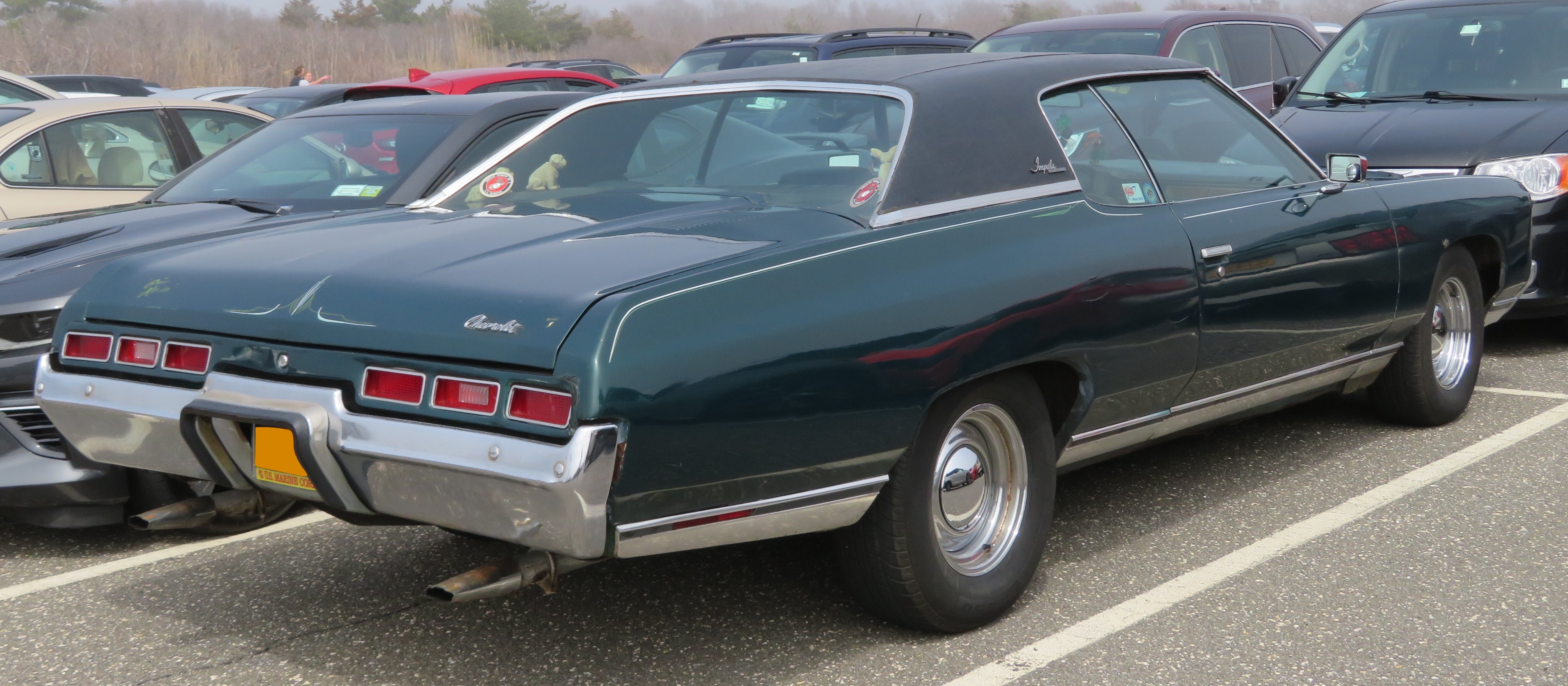
Chevrolet Caprice II – tył

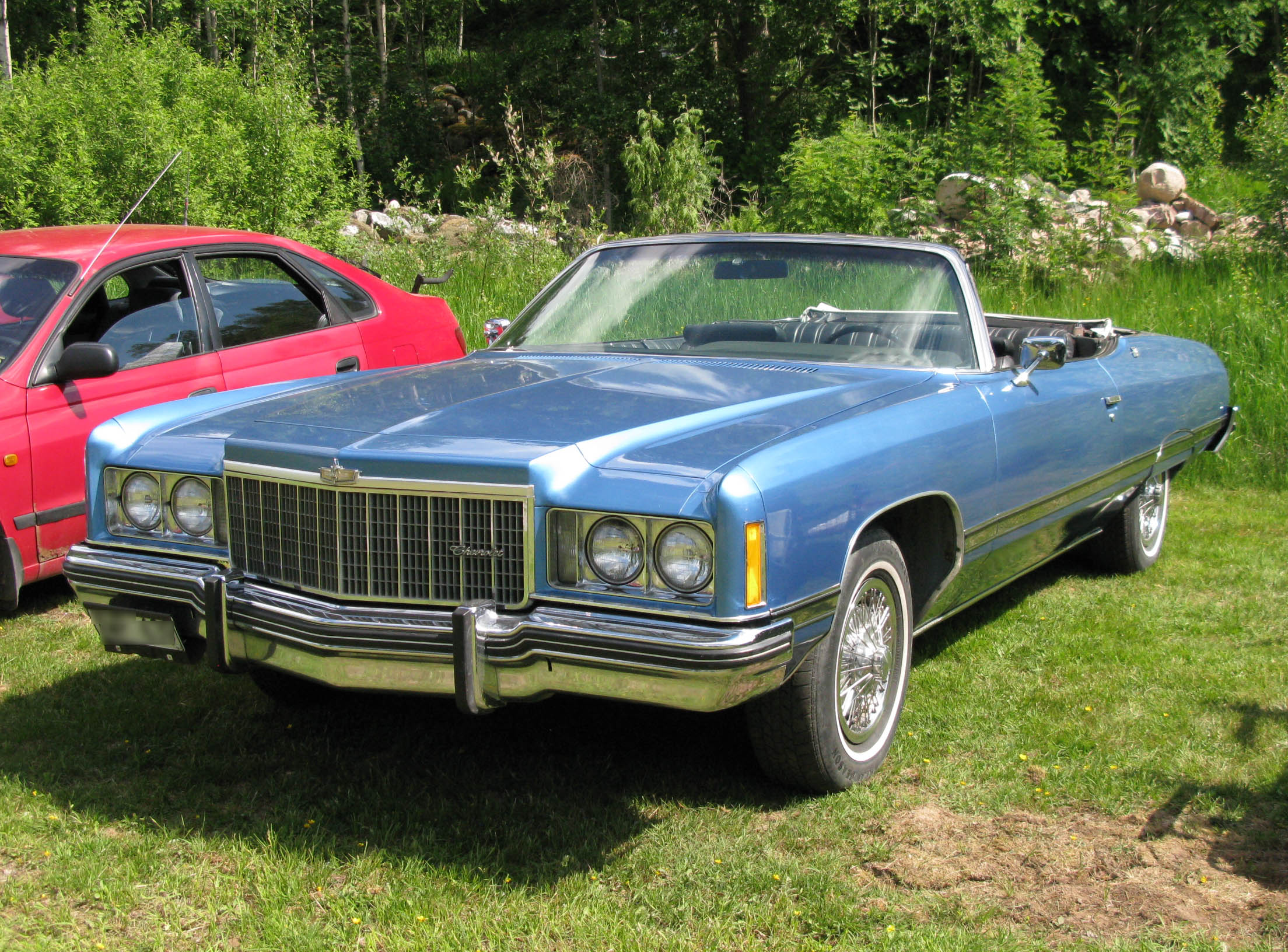
Chevrolet Caprice II po liftingu

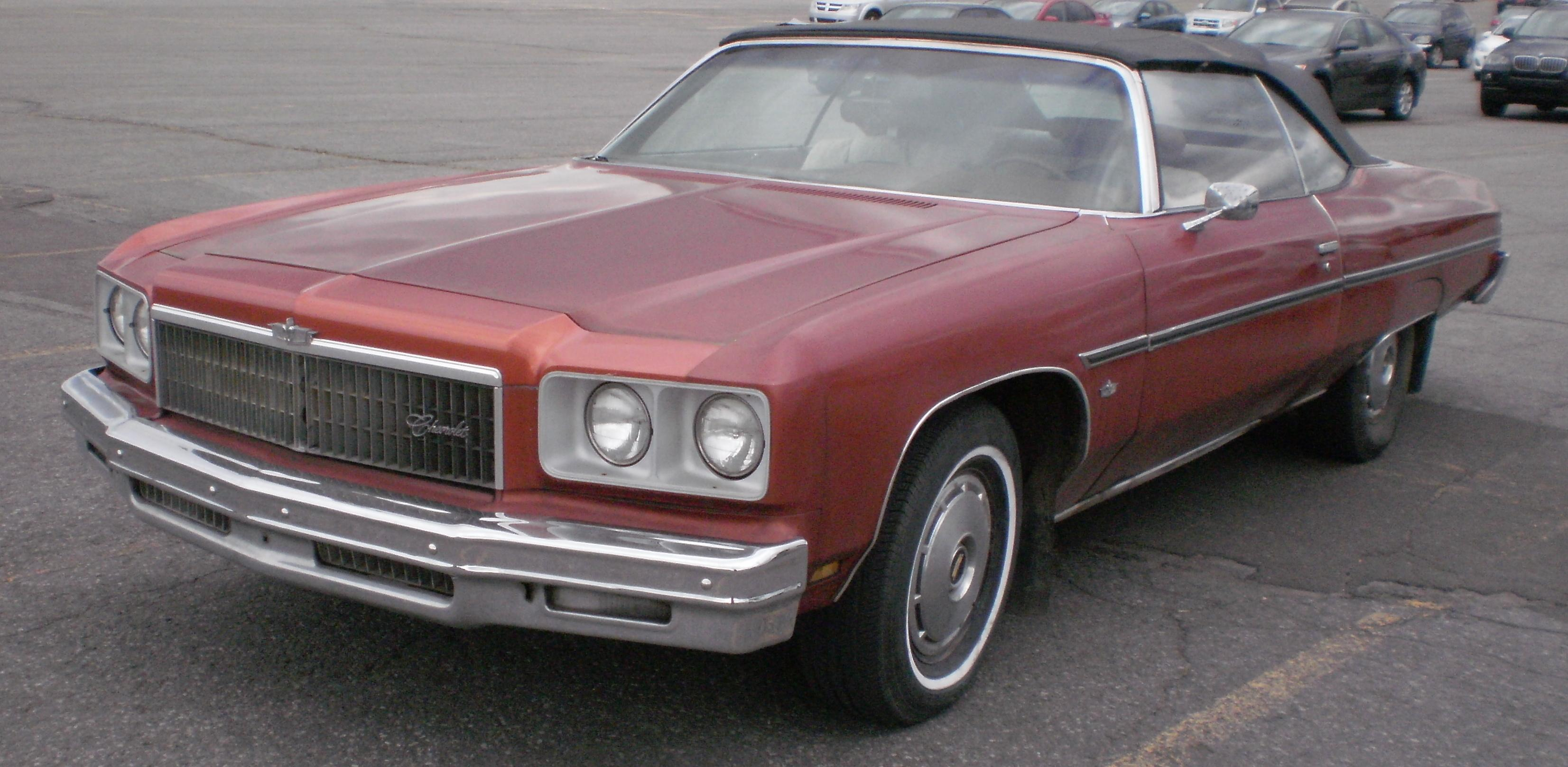
Chevrolet Caprice II po drugim liftingu

Chevrolet Caprice II został zaprezentowany po raz pierwszy w 1970 roku.
Druga generacja Caprice'a przeszła ewolucyjny zakres zmian w stosunku do poprzednika, zachowując masywne proporcje nadwozia przy jednocześnie większej liczbie wielokątnych ozdobień błotników. Pas przedni został osadzony wyżej osadzoną, większą atrapą chłodnicy, a także podwójne reflektory w kanciastych obudowach.

### Restylizacje
Chevrolet Caprice II podczas trwającej 6 lat produkcji, podobnie jak poprzednik, przeszedł dwie modernizacje koncentrujące się głównie na zmianach wizualnych przedniej części nadwozia.
W ramach pierwszego liftingu pojawiła się większa, wyżej osadzona atrapa chłodnicy w kanciastym kształcie, za to druga restylizacja przyniosła całkowite zmodyfikowanie kształtu zderzaka i błotników.

### Silniki
- V8 5.7l Small-Block
- V8 6.6l Small-Block
- V8 6.6l Big-Block
- V8 7.4l Big-Block

## Trzecia generacja

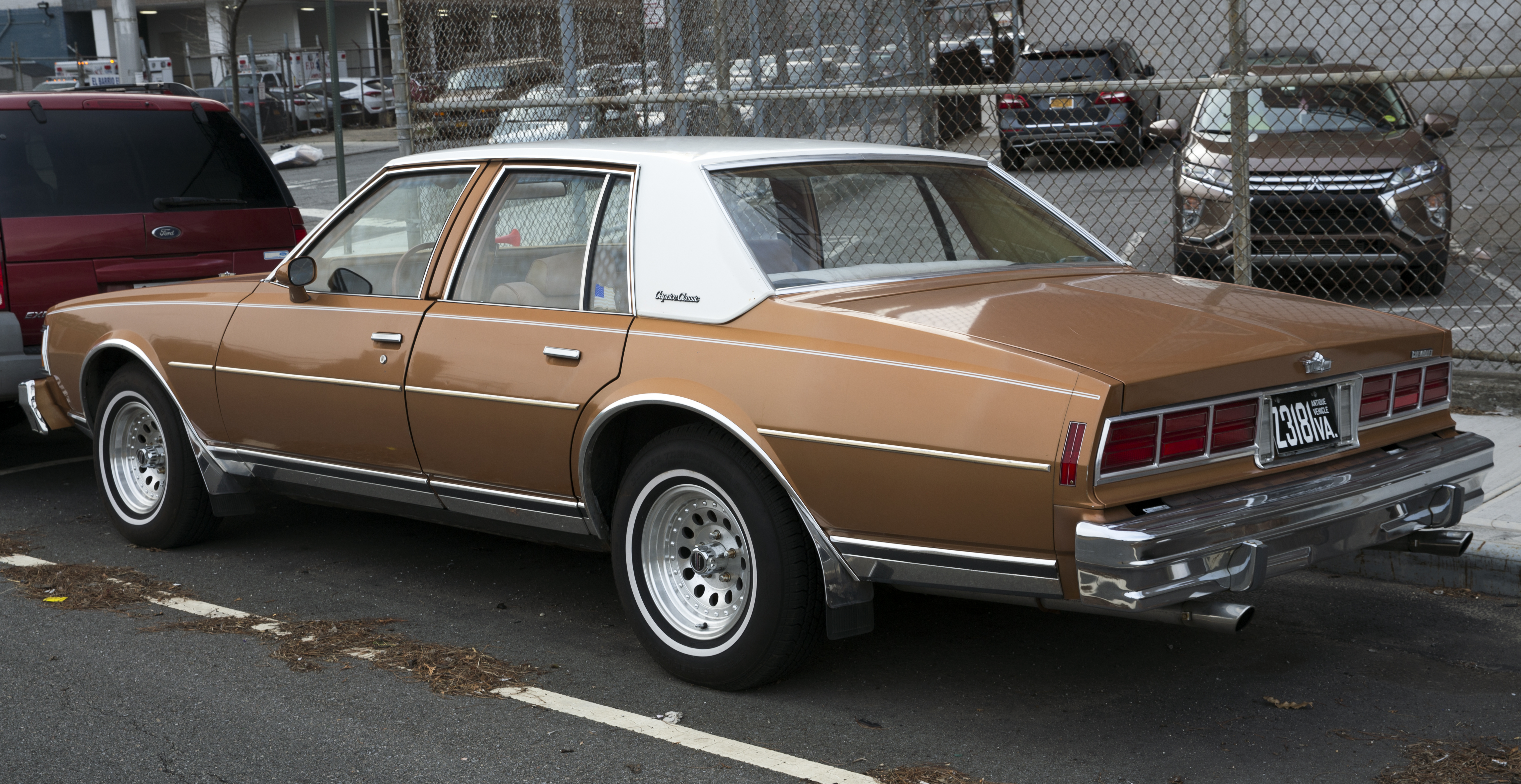
Chevrolet Caprice III – tył

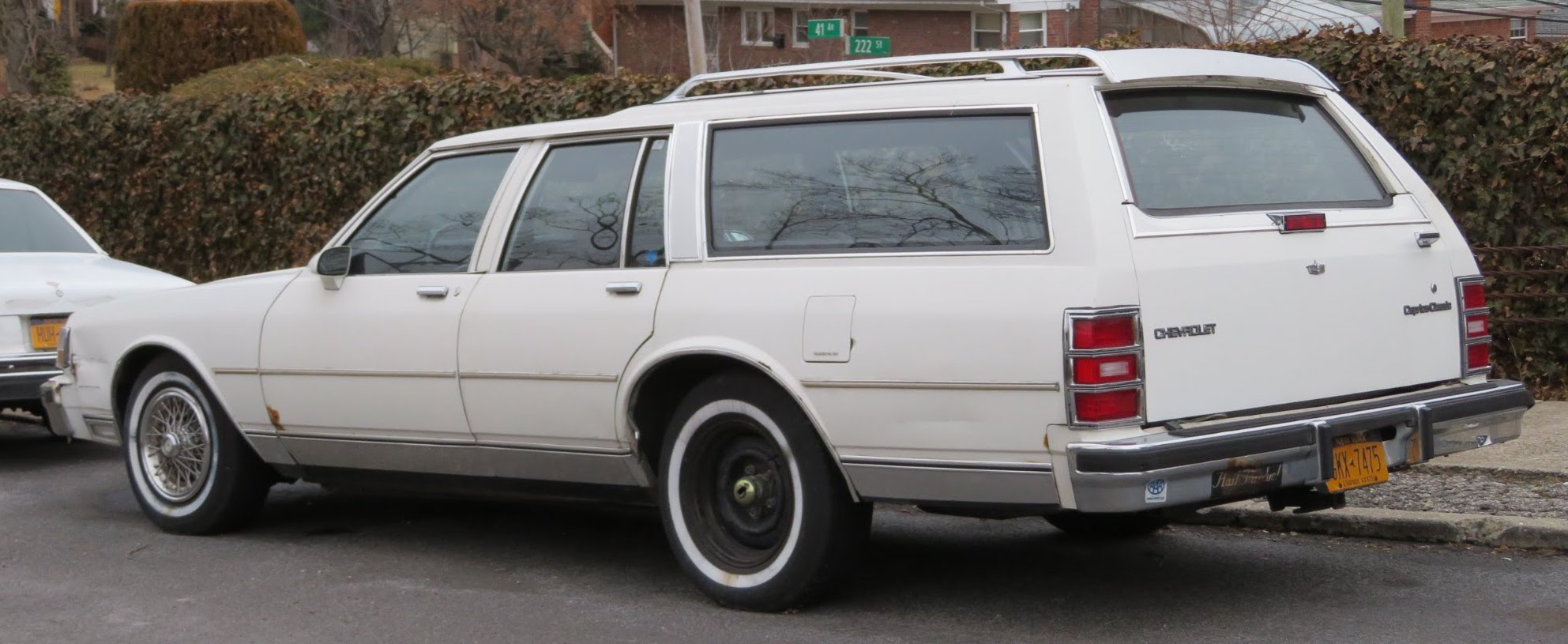
Chevrolet Caprice III Kombi

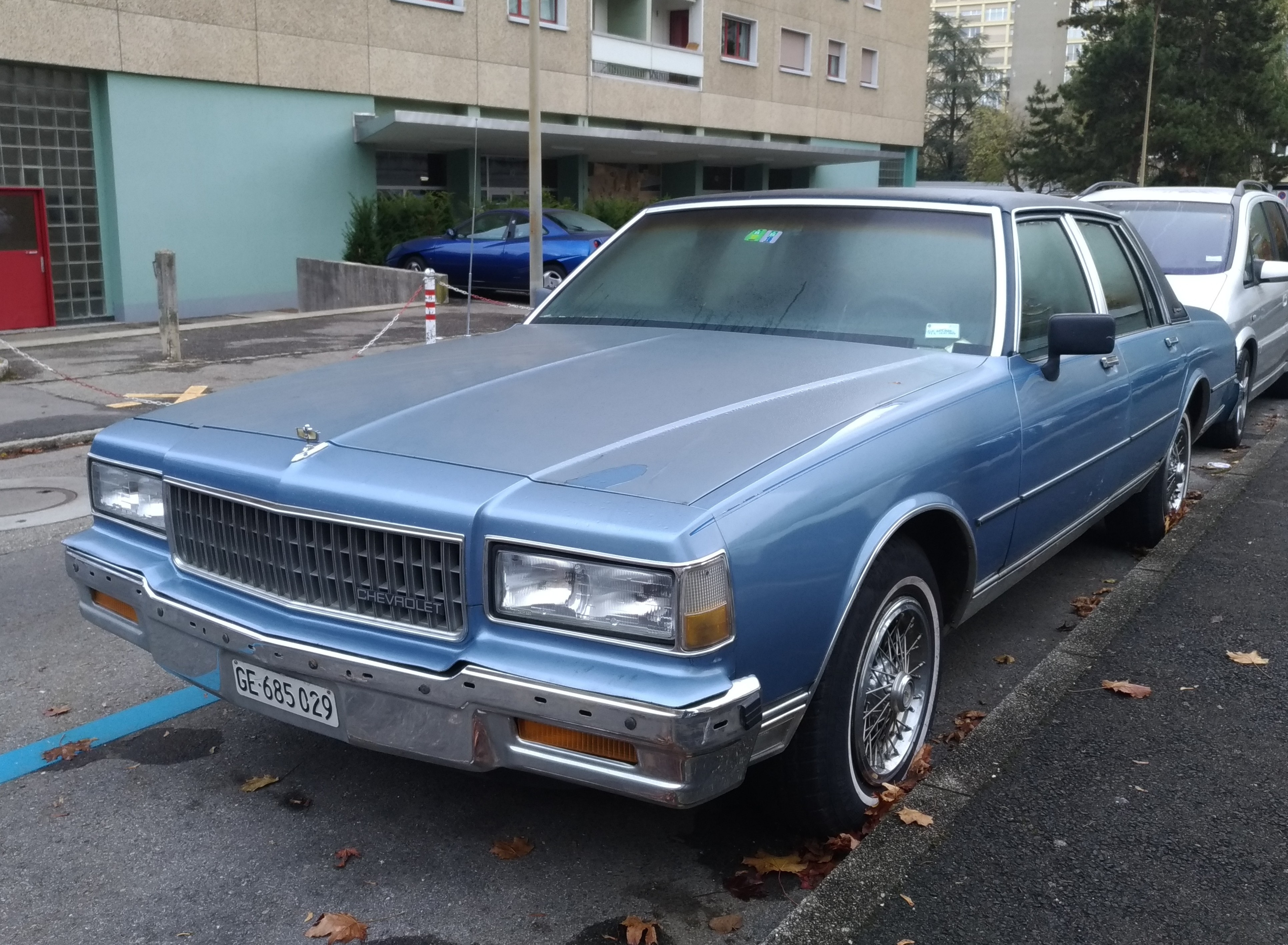
Chevrolet Caprice III po liftingu

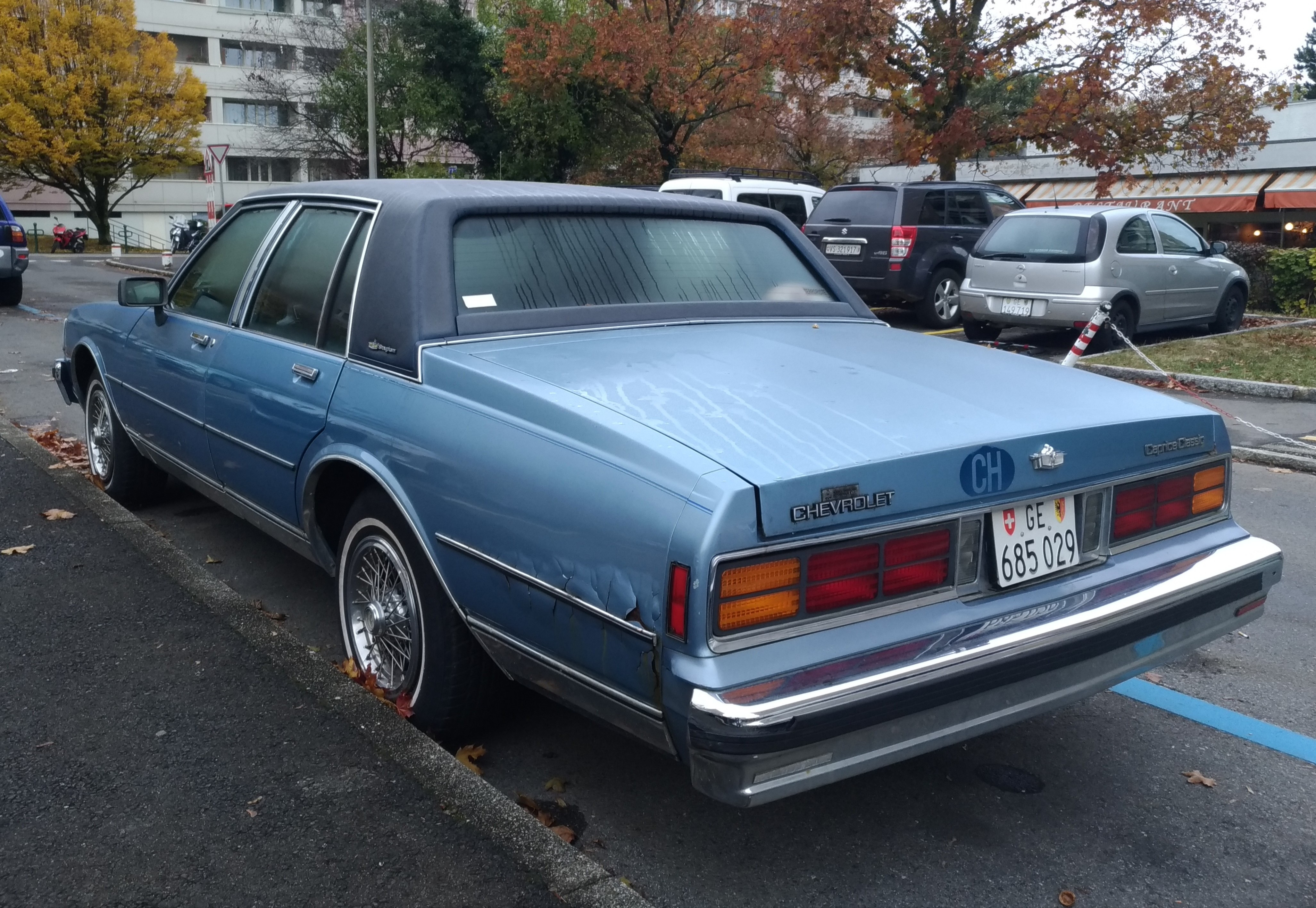
Chevrolet Caprice III – tył po liftingu

Chevrolet Caprice III został zaprezentowany po raz pierwszy w 1976 roku.
Wzorem bliźniaczych, dużych modeli koncernu General Motors, trzecia generacja Chevroleta Caprice powstała według zupełnie nowej koncepcji wiążącej się z nową platformą GM B-body. Nadwozie przyjęło, zgodnie z panującymi wówczas w Ameryce Północnej trendami, kanciasty kształt, w którym utrzymano m.in. lampy, atrapę chłodnicy czy zderzaki.

### Restylizacje
Chevrolet Caprice trzeciej generacji był najdłużej produkowanym wcieleniem spośród wszystkich, pozostając na rynku przez 13 lat. Przez ten czas Chevrolet zdecydował się jednak tylko na jedną dużą restylizację, poprzedzoną mniejszą w 1980 roku, która przyniosła głównie jednolite, zespolone reflektory i lampy, a także zmodyfikowane zderzaki i atrapę chłodnicy.

### Zastosowanie
Trzecia generacja Chevroleta Caprice na masową skalę wykorzystywana była jako taksówka oraz radiowóz policji w Stanach Zjednoczonych, przez co pojazd zyskał dużą rozpoznawalność.

### Silniki
- L6 4.1l Straight-Six
- V6 3.8l Chevrolet 90°
- V6 4.3l Chevrolet 90°
- V6 4.4l Small-Block
- V8 5.0l Small-Block
- V8 5.0l Oldsmobile
- V8 5.7l Small-Block
- V8 5.7l Oldsmobile

## Czwarta generacja

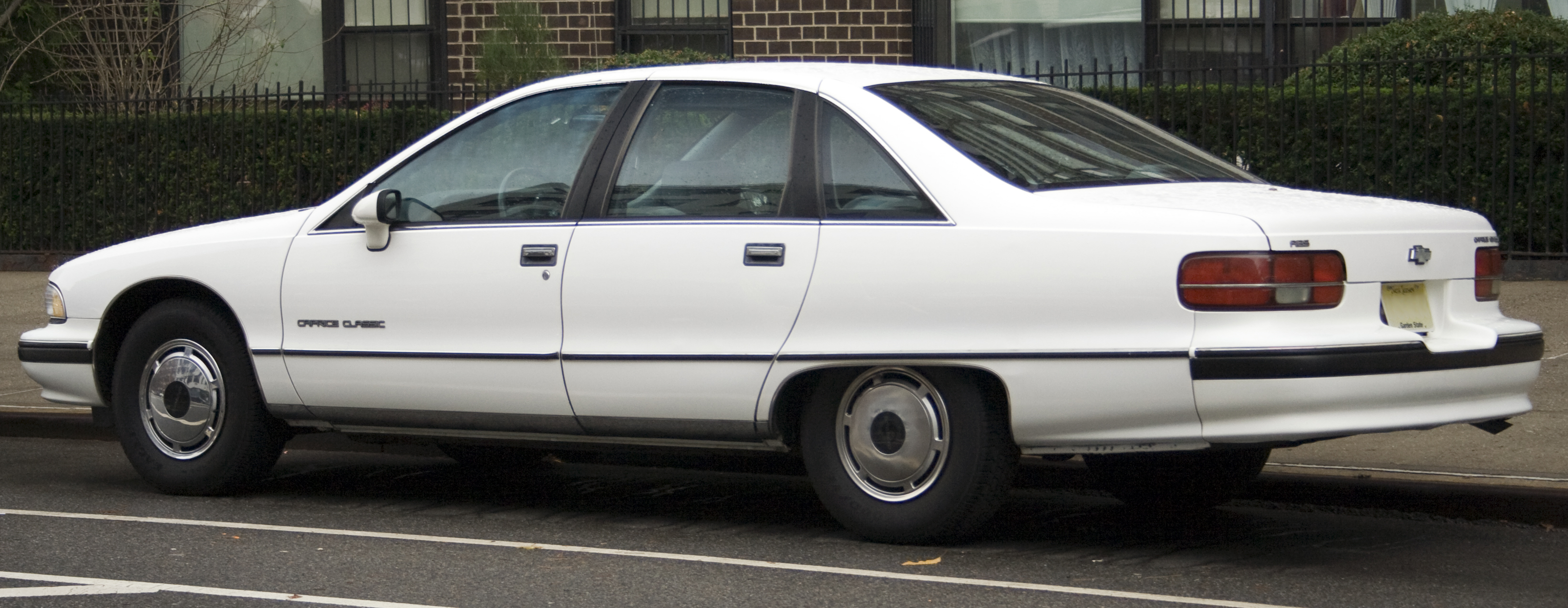
Chevrolet Caprice IV – tył

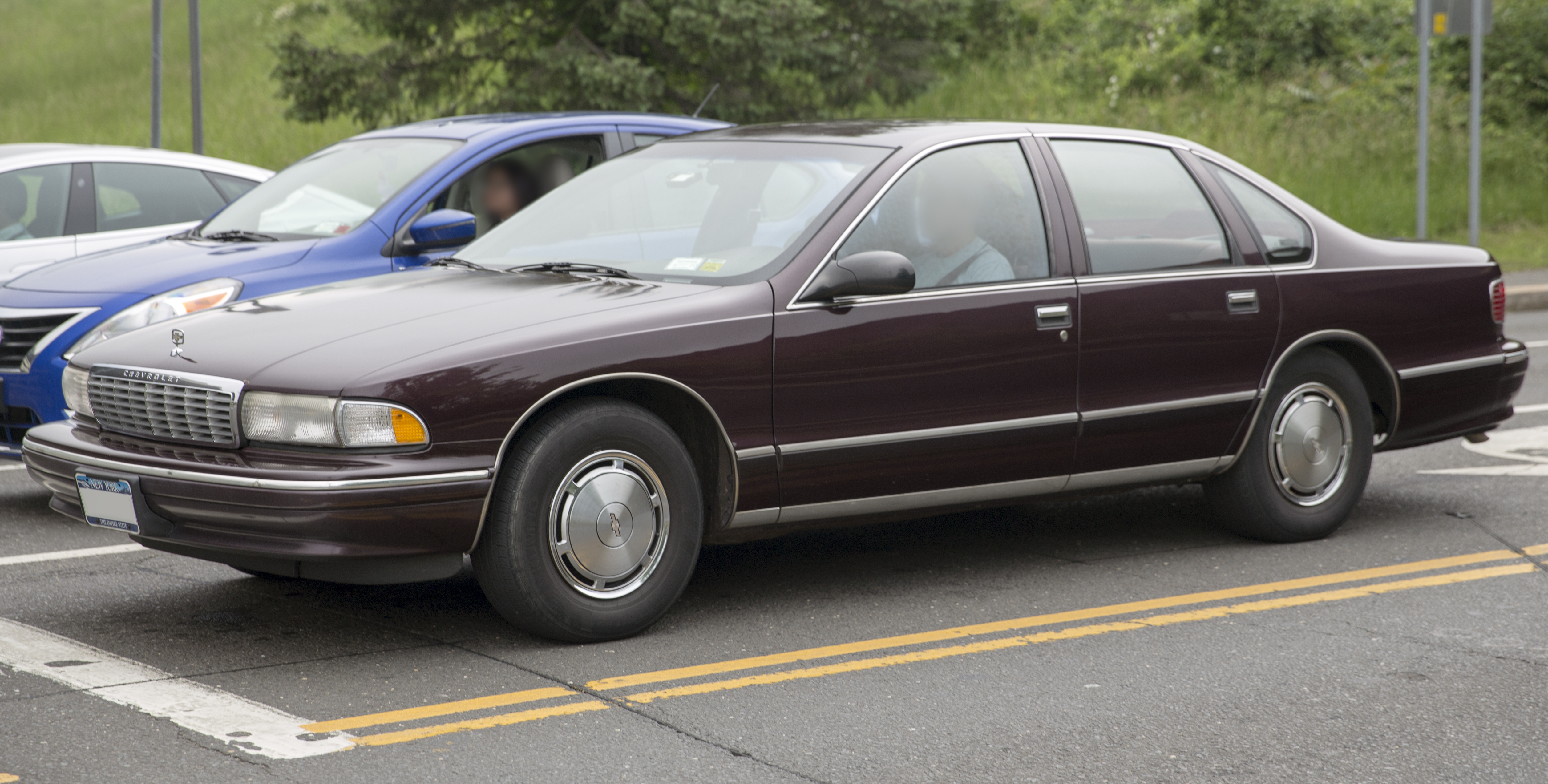
Chevrolet Caprice IV po liftingu

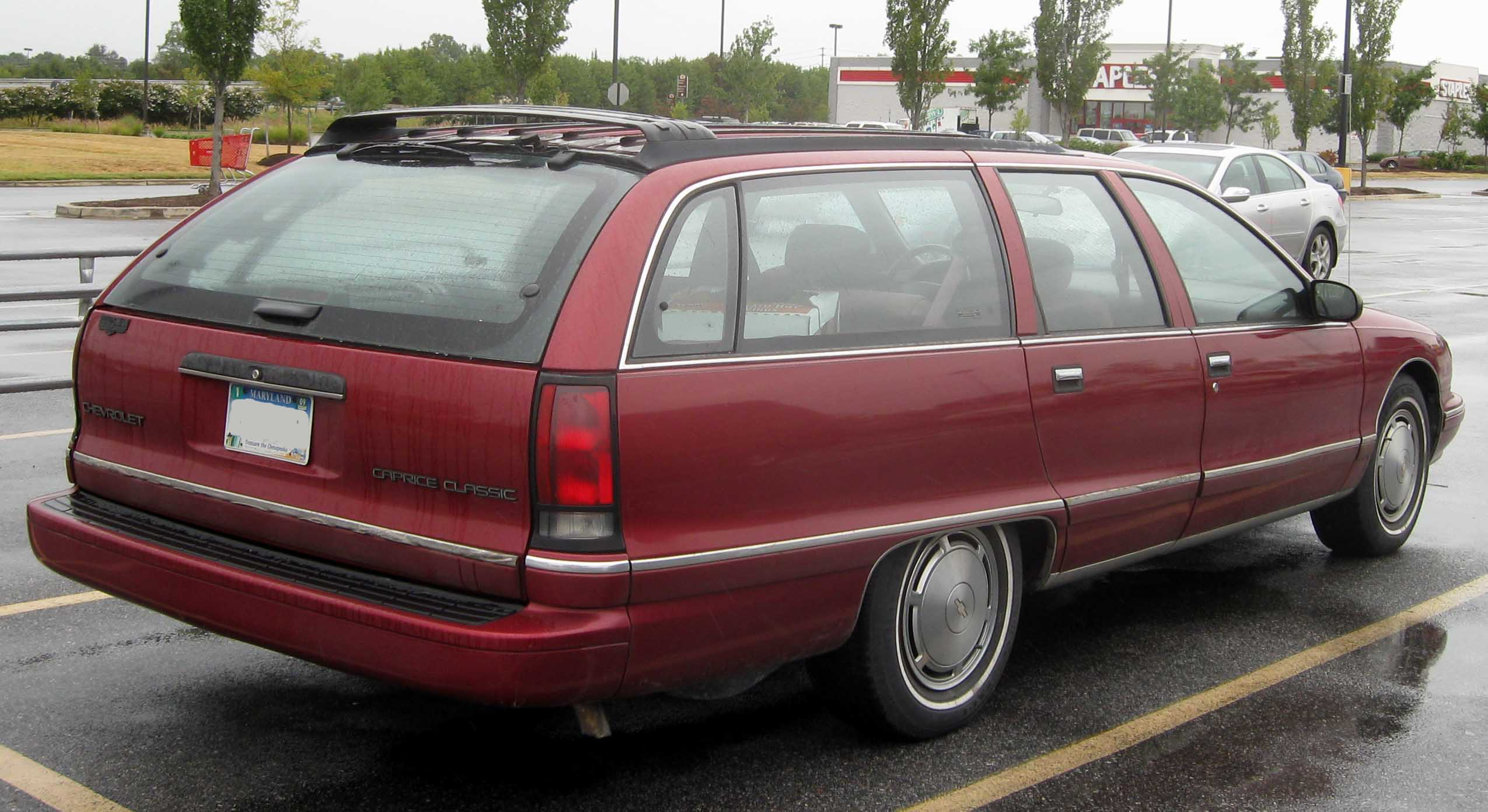
Chevrolet Caprice IV Kombi

Chevrolet Caprice IV został zaprezentowany po raz pierwszy w 1990 roku.
Czwarte wcielenie Caprice'a przyniosła radykalną zmianę formuły w stosunku do produkowanego przez 13 lat, kanciastego poprzednika. Nadwozie stało się smuklejsze i bardziej zaokrąglone, zachowując masywne proporcje. Charakterystycznym rozwiązaniem zostało trzecie okienko boczne za tylnymi drzwiami, a także ścięte nadkole częściowo zasłaniające tylną oś.

### Zastosowanie
Podobnie jak poprzednik, czwarta generacja Caprice'a była powszechnie wykorzystywana przez amerykańskie korporacje taksówkarskie, a także tutejszą policję. Szczególnie w formie radiowozu w charakterystycznym, dwubarwnym malowaniu, pojazd doczekał się statusu kultowego.

### Koniec produkcji i następca
Produkcja czwartej generacji Chevroleta Caprice zakończyła się pod koniec 1996 roku wraz z pokrewną Impalą SS, nie doczekując się bezpośredniego następcy. Do produkcji topowego sedana powrócono w 1999 roku, jednak oferowany był on już tylko pod nazwą Impala i przyjął postać samochodu o segment mniejszego.

### Silniki
- V8 4.3l L99
- V8 5.0l L03
- V8 5.7l L05
- V8 5.7l LT1

## Piąta generacja

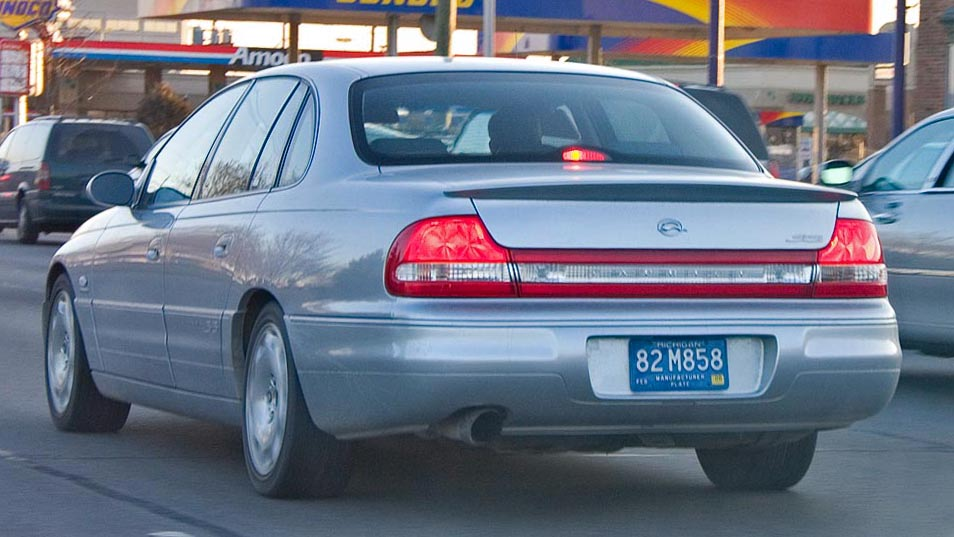
Chevrolet Caprice V – tył

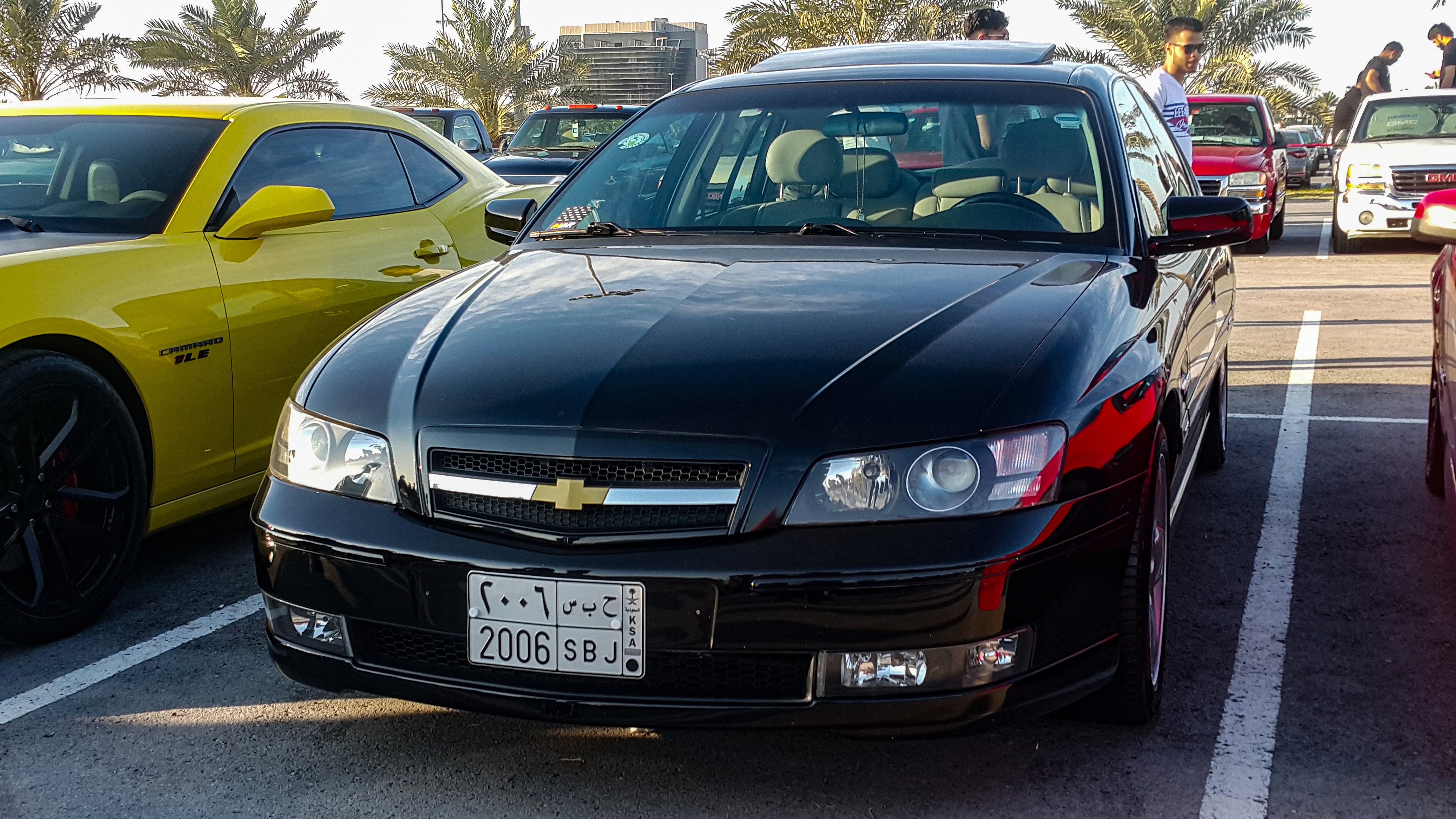
Chevrolet Caprice V po liftingu

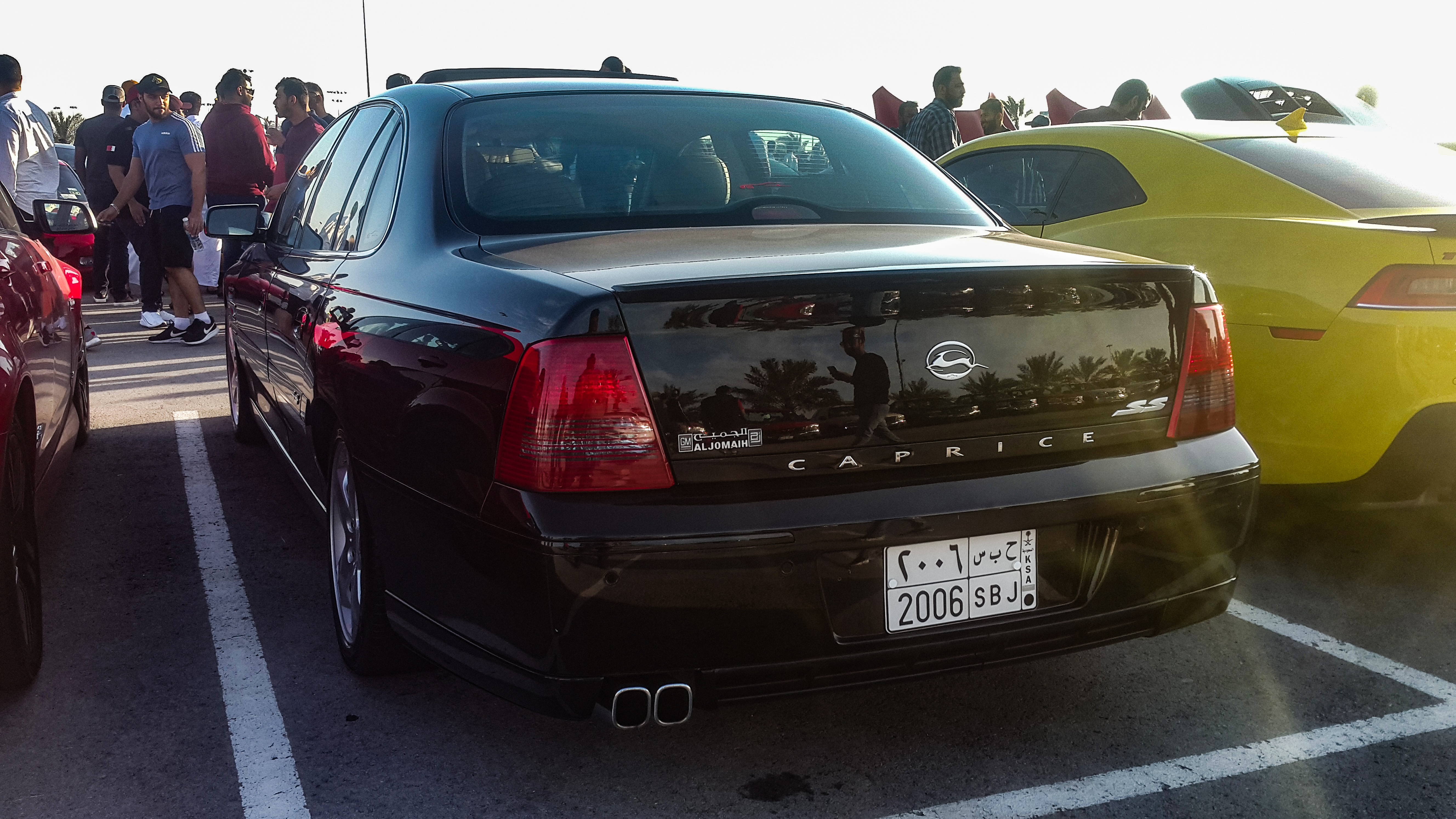
Chevrolet Caprice V – tył po liftingu

Chevrolet Caprice V został zaprezentowany po raz pierwszy w 1999 roku.
Trzy lata po zakończeniu produkcji czwartej generacji, Chevrolet zdecydował się powrócić do stosowania nazwy Caprice w zupełnie nowym kontekście. Tym razem była to eksportowa odmiana australijskiego Holdena Caprice, sprzedawana jako topowy i najdroższy model na rynku Bliskiego Wschodu oraz Ameryki Południowej.
Różnice wizualne względem produkowanego na tych samych liniach produkcyjnych Holdena ograniczały się do innych logotypów producenta.

### Restylizacje
Analogicznie do Holdena Caprice'a i Statesmana, w 2003 roku Chevrolet Caprice przeszedł gruntowną modernizację. W jej ramach samochód zyskał zupełnie nowy wygląd pasa przedniego, zmodyfikowany tył oraz nowy kokpit. Atrapa chłodnicy została bardziej upodobniona do tych z innych modeli Chevroleta, zyskując chromowaną poprzeczkę z dużym logo.

### Silniki
- V6 3.8l
- V8 5.7l

## Szósta generacja

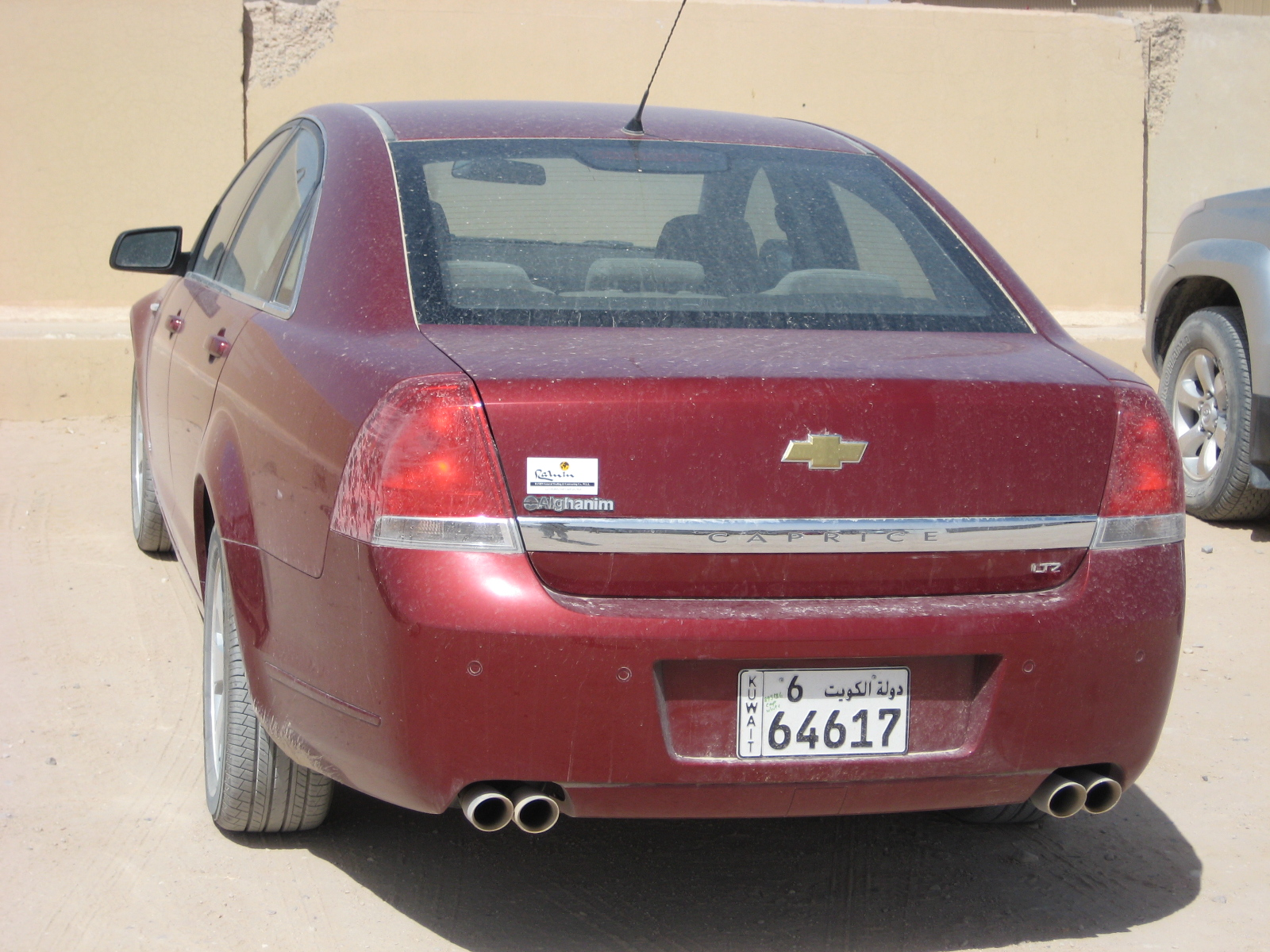
Chevrolet Caprice VI – tył

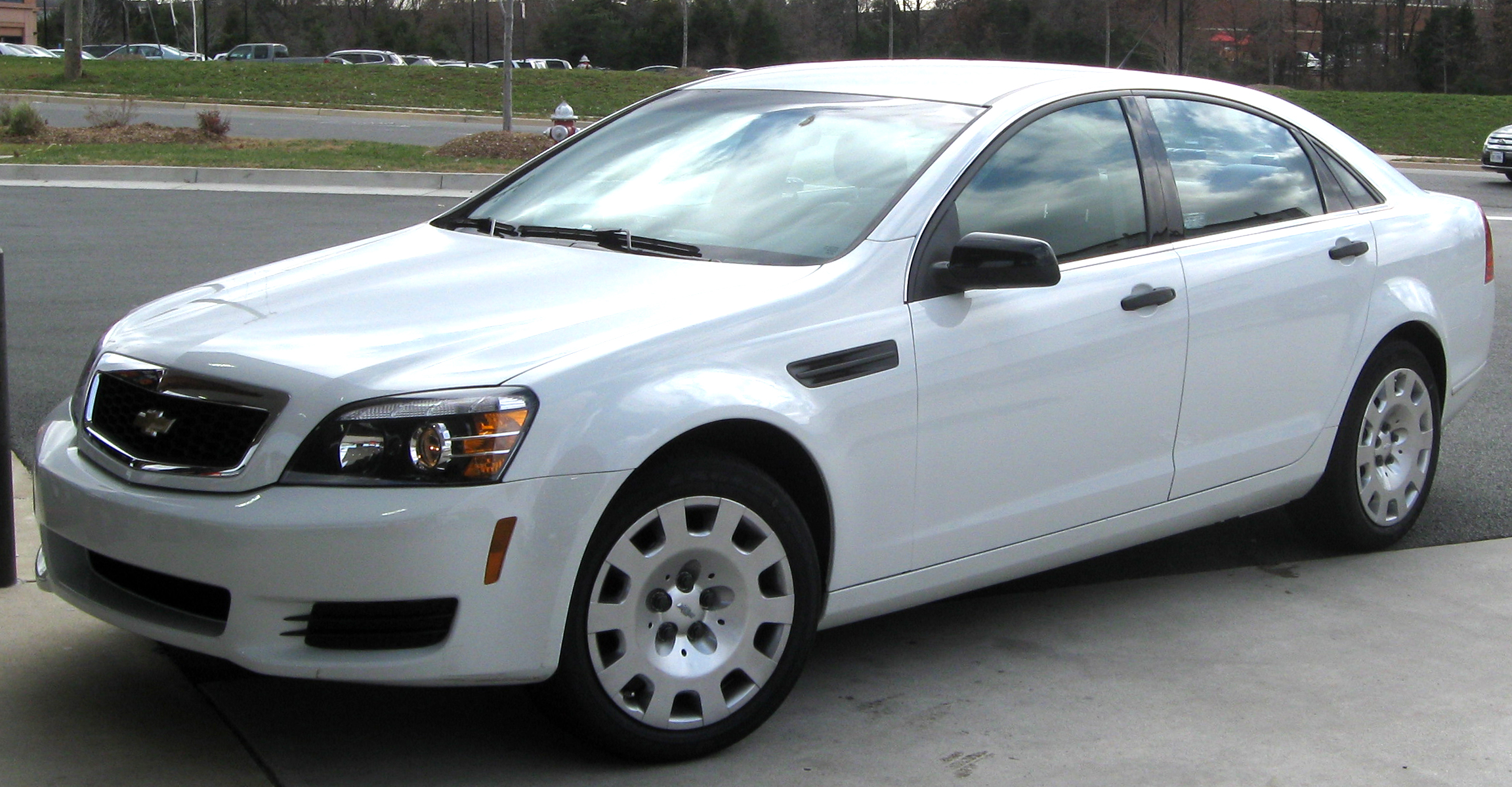
Chevrolet Caprice VI PPV – tył

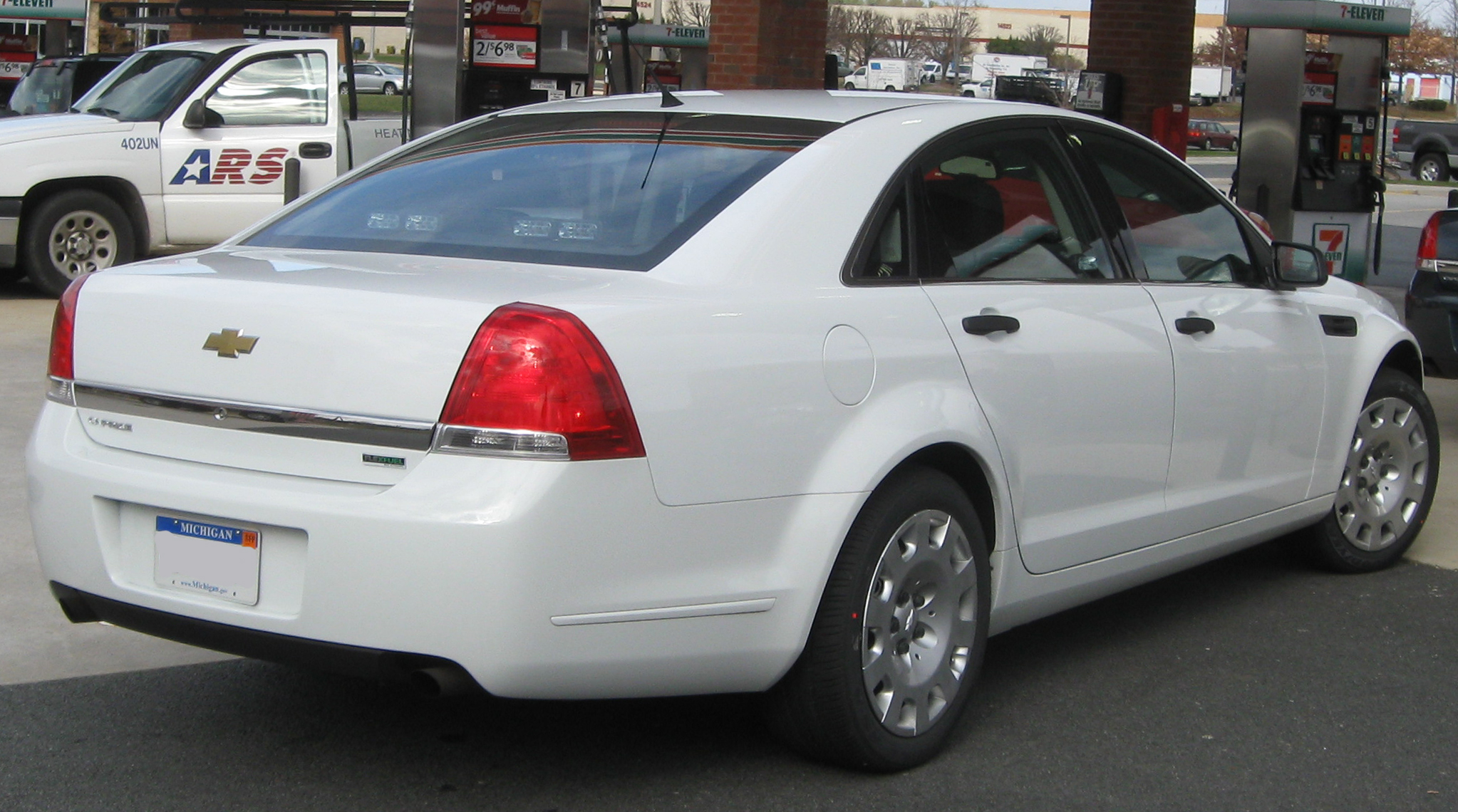
Chevrolet Caprice VI PPV – tył

Chevrolet Caprice VI został zaprezentowany po raz pierwszy w 2006 roku.
Wraz z prezentacją szóstej i ostatniej generacji Caprice'a, Chevrolet zdecydował się kontynuować formułę stosowaną w przypadku poprzednika. Samochód ponownie stał się eksportową odmianą nowej generacji produkowanego w Australii Holdena Caprice, tym razem oferowaną tylko na Bliskim Wschodzie. Wizualnie samochód odróżniał się inną atrapą chłodnicy i oznaczeniami producenta.

### Caprice PPV
W październiku 2009 roku północnoamerykański oddział General Motors ogłosił, że po 13 latach przerwy Chevrolet powróci do wytwarzania dużego, policyjnego radiowozu opartego na Caprice, rozszerzając import modelu z Australii także o Amerykę Północną. Samochód produkowano na te potrzeby od czerwca 2011 roku jako Caprice PPV wyłącznie z przeznaczeniem dla służb mundurowych.
Wraz z zakończeniem produkcji Holdena Caprice, także i wytwarzanie Chevroleta Caprice PPV dobiegło końca w 2017 roku. Ostatnia sztuka została dostarczona w lipcu 2017 roku.

### Silniki
- V6 3.6l LY7
- V8 3.6l LFX
- V8 6.0l L77